# Euspira yokoyamai
Euspira yokoyamai is een slakkensoort uit de familie van de Naticidae. De wetenschappelijke naam van de soort is voor het eerst geldig gepubliceerd in 1952 door Kuroda & Habe.